# Madre Atómica
Madre Atómica fue una banda de jazz rock argentina activa en los años 1970 y 1986.

## Historia
Formada en 1973, esta banda tuvo como miembros originales a Lito Epumer en guitarra y voz, Juan Carlos "Mono" Fontana en batería, Alfredo Luis Somoza en percusiὀn y Rubén Darío Alcaraz en bajo. Luego de un año por cuestiones familiares, Pedro Aznar reemplaza a Alcaraz. Dentro de un estilo jazz-rock, este grupo gozó de una importante reputación, debido al virtuosismo de los músicos. La banda se disolvió a fines de 1975, previo alejamiento de Epumer.
Sin embargo, la banda regresaría en 1985, con Fontana como tecladista, César Franov en bajo y Jota Morelli en batería. Más adelante, Franov sería reemplazado por Guillermo Vadalá. Con esta formación, en 1986 la banda editó su único disco, Madre Atómica.

## Discografía
- Madre Atómica, 1986
  1. Punto Grafenberg
  2. Imágenes Perdidas
  3. La Capucha
  4. A Tierra Húmeda
  5. No Importa El Lugar Donde Estés
  6. Para Dino
  7. Remando Y Girando
  8. Julia En Primavera

- Datos: Q5989380